# Тома Леко
Тома Леко (Београд, 18. март 1884 – Ваљево, 27. јун 1915) био је лекар, санитетски капетан I класе, управник VI резервне ваљевске болнице.

## Биографија
Тома Леко рођен је 18. марта 1884. године у Београду, од оца Марка Лека и мајке Данице Антуле. Потиче из угледне београдске породице Леко. Његов отац био је хемичар, професор и ректор Велике школе у Београду. Из ове породице је и мајка Владана Ђорђевића. Основну школу завршио је у познатој „школи код Саборне цркве”. Школовање је наставио у Првој београдској мушкој гимназији коју је завршио са одличним успехом и матурирао школске 1901/1902. године. Током школовања добро је научио немачки језик.

## Студије у Бечу
Као одличан ученик и са добрим знањем немачког језика 1902. године одлази у Беч где уписује Медицински факултет. У току студија Тома Леко показао је посебно интересовање за анатомију, коју је предавао славни професор анатомије Карл Толдт (1840—1920), који је познат по једном од најбољих анатомских атласа. Ускоро Тома Леко добија место демонстратота-волонтера на Другом Анатомском институту бечког универзитета код професора Толдта. Показујући даровитост и интересовање за научно-истраживачки рад, Тома Леко је упућен у Праг на Анотомски институт Јенског универзитета код професора Маурера да проведе један семестар ради усавршавања. Још као студент објавио је више радова: 1905. године у часопису Дело два превода предавања професора Ернеста Хекла: „Борба око идеје о створењу света” и „Борба око генеолошког стабла”; 1906. и 1907. године у немачким часописима објавио је два рада из анатомије: „Das Ganglion ciliare einiger Carnivoren. Ein Betrag zur Lösung der Fragre über die Natur des Ganglion ciliare” и „Ein Fall von vollstandigen Felhen des langen Koples des M. biceps brachii und damit in Zusamemenhang stehenden Veranderungen and Knechen und Gelenhteilen”. После успешних студија и високих оцена, 1907. године у Бечу Тома Леко је промовисан за лекара.

## Специјализација у Бечу
После завршених студија враћа се у Београд, где је одслужио војни рок, а потом је 1909. године отишао у Беч да специјализира хирургију на Другој хируршкој клиници код професора Хохенега (Hocheneg), а паралелно и анатомију на Анатомском институту код професора Хохштетера (Hochsteter). Током специјализације објавио је два рада: 1910. године „Zur Morpfologie des Pancreas annulare” ; 1911. године „Zum Cordsschen Fall von Pancreas Annulare”.

## Балкански ратови
По завршеној специјализацији враћа се у Србију и одмах ступа у војну службу. Као војни лекар у чину поручника, био је постављен за асистента, хирурга у војној болници у Београду. Учествује у оба Балканска рата (1912—1913). Радио је као трупни лекар и хирург у пољској војној болници на Врачјем брду и Царевом врху на Осоговским планинама. Борио се да се уочени недостаци српског војног санитета што пре уклоне. По завршетку Другог балканског рата краљевим указом унапређен је у чин капетана II класе, а за своје заслуге одликован је Крстом милосрђа.

## Први светски рат и рад у Ваљевској болници
По избијању Првог светског рата Тома Леко радио је као трупни лекар у завојишту Дринске дивизије првог позива. Наредбом српске Врховне команде премештен је у Ваљево и поствљен за управника тек формиране VI резервне војне болнице. Ваљево је по свом географском положају и близни фронта, постао главни центар за пријем рањеника, великог броја избеглица, заробљеника и оболелих. Пристизање и окупљање војника, рањеника и избеглица утицало је да број становника достигне цифру од 100.000, десет пута већу него у мирнодопским условима, У то време Ваљево је имало више војника и болесника него становника.
Услед недостатка опреме и нехигијенских услова и у додиру са заробљеним Аустријанцима појавио се тифус. Радећи у овој болници Леко се разболео од пегавог тифуса и једва успео да преболи. Када је почео да се опоравља, отишао је у Београд како би донео своје приватне инструменте који су му били потребни за рад у болници у Ваљеву. Колеге, рођаци, као и претпостављени, саветовали су га да се не враћа у Ваљево док се потпуно не опорави, али их Леко није послушао због одговорности и дужности према својим болесницима и колегама у болници. Посао му је био пречи од здравља. Убрзо по повратку, не напуштајући дужност, као реконвалесцент, оболео је од трбушног тифуса.
Тома Леко преминуо је 27. јуна 1915. године у Ваљеву, где је и сахрањен. Његови посмртни остаци касније су пренети у породичну гробницу на Новом гробљу у Београду.

## Српско лекарско друштво
Тома Леко је био активни члан Српског лекарског друштва. Својим стручним радом унапредио је српску медицинску науку. Још као студент медицине учествовао је на Првом конгресу српских лекара и природњака 1904. године. Као доктор учествовао је на Првом Југословенском састанку за оперативну медицину, који је одржан у Београду од 5-7. септембра 1911. године, где је поднео два саопштења: „Морфологија и, топографска анатомија и хирургија церебралне хипофизе” и „Панкреас ануларе”. Написао је и велики број стручних научних реферата у земљи и иностранству.

## Борба за оснивање Медицинског факултета
Допринос Томе Лека за оснивање Медицинског факултета у Београду није велико и не може се предити као залагање Милана Јовановића Батута, Војислава Субботића, Ђоке Николића и других, али се залагао тако што је то јасно исказао у својим чланцима и дискусијама.
На годишњој скупштини друштва, која је била одржана од 29-30. децембра 1913. године, покренута је расправа после реферата Ђоке Николића „Наш војни санитет у Балканским ратовима”, а као члан Српско лекарског друштва, Тома Леко узима активно учешће и износи следеће мишљење:
```
 „... Пре свега нека је хвала Провиђењу  што нам је дало прилику да у једном сретном рату упознамо недостатке нашег санитета...... Ми смо ушли у рат са неизмерно малим бројем лекара, са недовољно извежбаним лекарима и помоћним особљем, са крутом војно-санитетском администрацијом.... Мислим да нам искуство из Балканског рата налаже да се постарамо да се број лекара повећа, што се по мом скромном мишљењу једино може постићи установљавањем српског Медицинског факултета....”
[
17
]
```

Највећи заговорници оснивања Медицинског факултета Милан Јовановић Батут и Војислав Субботић, рачунали су на Тома Лека као професора анатомије и хирургије на Медицинском факултету у Београду. То је Војислав Субботић експлицитно рекао 1922. године, поводом 50. година постојања Српско лекарског друштва:
```
 „...Ја Вам, сада овако сетио бих се затворених очију између других и др Томе Лека умрлог тек што је био почео да живи. Не бејаше му суђено да своју драгу анатомију и хирургију предаје на нашем факултету...”
[
18
]
```

Белешке Томе Леке из Првог светског рата, као и његове научне и стручне радове, Бугари су спалили у дворишту зграде Српског Црвеног крста у окупираном Нишу, када су сазнали да је умро од тифуса.

## Одликовања
- Крстом милосрђа

## Галерија
- О раду једног пуковског превијалишта које је функционисало под релативно повољним околностима
- Борба око идеје о стварању света (студентски рад). Превод предавања проф Ернеста Хекла
- О Ферстеровој операцији